# Transmission (mécanique)
Pour les articles homonymes, voir Transmission.
Une transmission est un dispositif mécanique permettant de transmettre, ou convertir, un mouvement d'une pièce à une autre. Cet élément de la chaîne d'énergie a pour fonction l'adaptation du couple et de la vitesse entre l'organe moteur et l'organe entraîné.
La transmission du mouvement est l'une des fonctions les plus courantes des éléments de la mécanique générale, c'est-à-dire des dispositifs mécaniques destinés à remplacer la main de l'homme.
Selon les mécanismes, la transmission est dimensionnée suivant des considérations concernant :
- la position d'une partie du mécanisme ;
- le mouvement souhaité ;
- la force, ou le couple recherché ;
- la puissance.

## Modes et organes de transmission

### Transmission par contact solide
- par pression ou traction :
  - accouplement à disque dans le cas d'une rotation ;
  - friction[2] ;
  - traction par corde, cordage, câble, sangle (avec ou sans poulie[3]) ou tirants.
- par imbrication :
  - roue dentée et chaîne, courroie synchrone ou crémaillère lorsqu'il est important d'éviter tout glissement[4] ;
  - engrenages[5] ;
  - joint de Cardan[6] ;
  - roue dentée et vis sans fin[7]
  - vis et écrou[8]
  - vis sans fin et crémaillère[9]
- par adhérence :
  - roue[2] ;
  - courroie lisse sur roue ou cylindre ;
  - embrayage[10].

Transmission par chaîne et roue dentée.
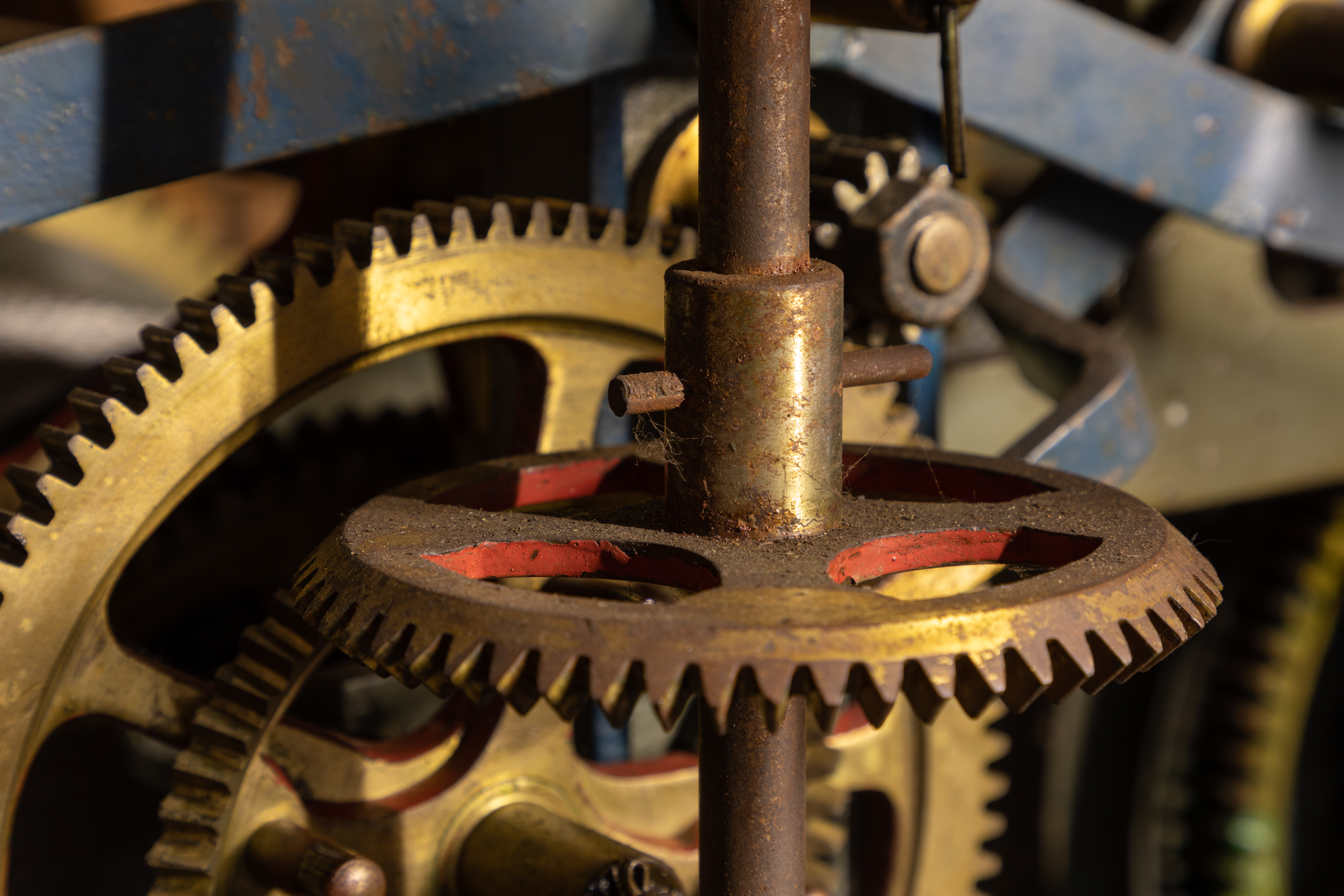
Transmission par engrenages.
Transmission par joint de cardan.
Transmission par vis sans fin

### Transmission par fluides
Les fluides permettent de transmettre :
- une translation par l'intermédiaire d'un piston[11] ;
- une rotation par l'intermédiaire d'une turbine[12].

Le fluide peut être :
- compressible et élastique ; c'est le cas des transmissions pneumatiques : air comprimé ou tout autre gaz (par exemple frein pneumatique). Dans ces transmissions, l'élasticité du gaz permet de réaliser des mécanismes cycliques (compression-détente) ;
- incompressible ; hydraulique[13]: eau, huile ou tout autre liquide tel que le liquide de frein (par exemple articulation d'une tractopelle). Dans ce cas, le fluide transmet intégralement les pressions reçues, mais son circuit doit être contrôlé par des joints étanches.

### Transmission sans contact
En utilisant l'électromagnétisme : l'accouplement magnétique lie sans contact deux rotors, respectivement sur l’arbre moteur et l’arbre conduit, dont l’un comporte une bobine inductrice ; de la poudre magnétique disposée entre les deux rotors se comporte comme un fluide de viscosité variable en fonction du champ magnétique produit par la bobine. Le couple transmis se règle ainsi par variation de l’intensité du courant d’excitation.

### Transmission avec des fonctions complémentaires
Dans certains cas, l'environnement impose l'utilisation d'organes spécifiques au sein de la transmission :
- accouplement élastique lorsqu'il s'agit d'absorber des chocs ;
- joint de Cardan, joint de Oldham pour transmettre le mouvement entre deux arbres dont l'alignement n'est pas toujours garanti.

## Performances d'une transmission

### Rendement d'une transmission de puissance
Dans le cas d'une transmission de puissance, l'objectif est généralement de limiter les pertes. On définit alors le rendement :
{\displaystyle \eta ={\frac {\mathrm {Travail\;de\;sortie} }{\mathrm {Travail\;d'entr{\acute {e}}e} }}={\frac {E_{s}}{E_{e}}}={\rm {{\frac {Puissance\;de\;sortie}{Puissance\;d'entr{\acute {e}}e}}={\frac {P_{s}}{P_{e}}}}}}
Un engrenage classique a un rendement supérieur à 95 % (0,95).

### Rapport d'une transmission de mouvement de rotation
On définit le rapport de transmission comme étant le rapport des vitesses du mouvement de sortie sur le mouvement d'entrée ; la plupart du temps, il s'agit d'une loi proportionnelle qui ne dépend pas de la position du mécanisme. 
On l'exprime le plus souvent comme une relation sur les vitesses, mais le rapport sur les déplacements est le même : 
{\displaystyle R={\rm {\frac {Vitesse\;de\;sortie}{Vitesse\;d'entr{\acute {e}}e}}}}
il s'agit, le plus souvent d'une transmission du mouvement de rotation. Dans ce cas particulier on obtient : 
{\displaystyle R={\frac {N_{s}}{N_{e}}}={\frac {\omega _{s}}{\omega _{e}}}}
De plus, si on considère la définition des puissances d'entrée et de sortie, à savoir :
{\displaystyle P_{e}=\omega _{e}.C_{e}}  et {\displaystyle P_{s}=\omega _{s}.C_{s}},
où {\displaystyle C_{e}} est le couple imposé en entrée, on obtient alors une expression du rapport à partir des efforts transmis : 
{\displaystyle P_{s}=\eta \cdot P_{e}=\omega _{s}\cdot C_{s}=\eta \cdot \omega _{e}\cdot C_{e}},
d'où: 
{\displaystyle R={\frac {\omega _{s}}{\omega _{e}}}=\eta {\frac {C_{e}}{C_{s}}}}
Cela est parfaitement ressenti sur une bicyclette lorsque l'on choisit un rapport plus court, pour gravir une pente par exemple : l'effort à la pédale est moindre, mais la vitesse de rotation du pédalier est plus élevée, pour une même vitesse.

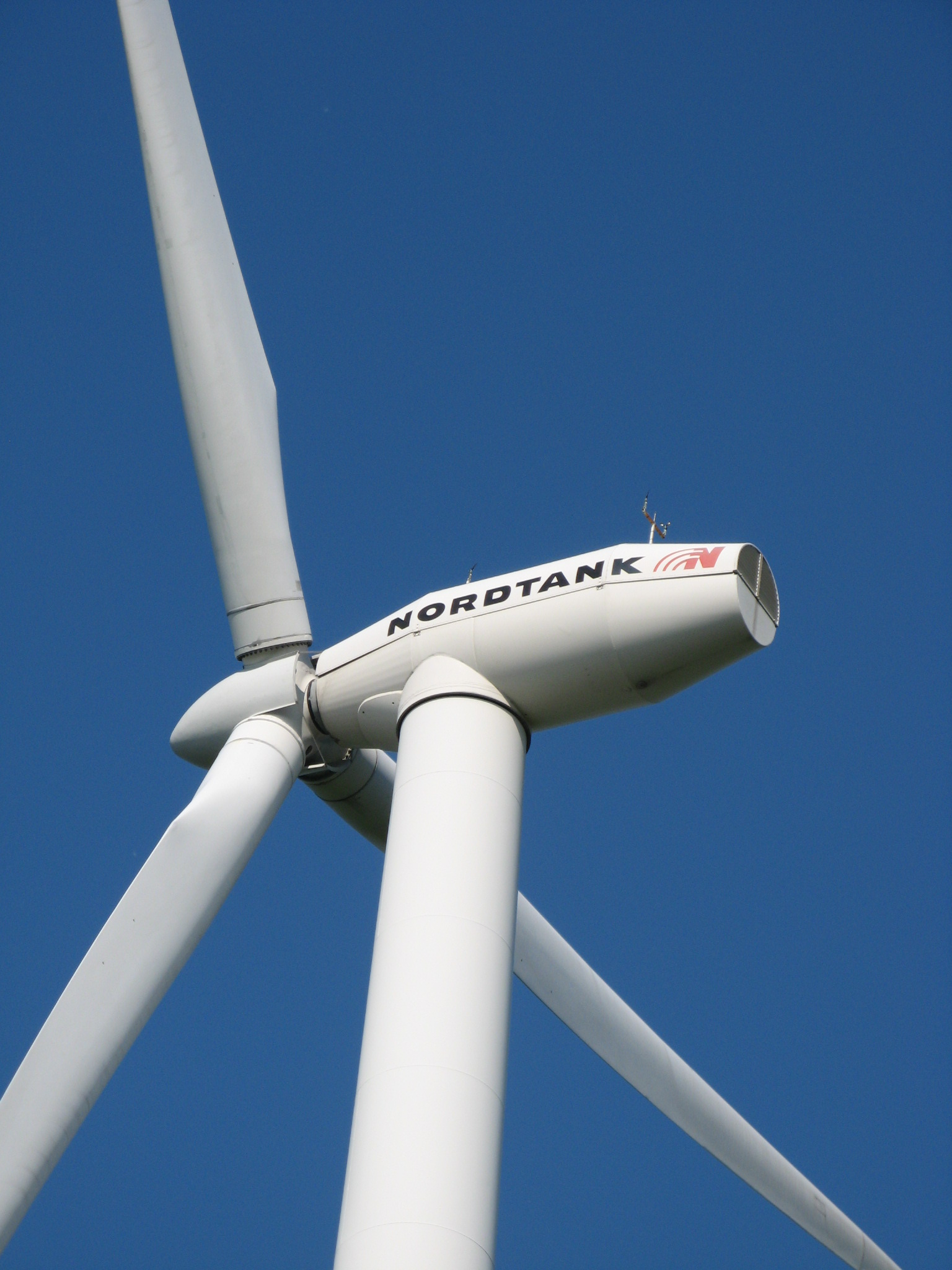
Nacelle d'une éolienne contenant le multiplicateur et la génératrice

Dans de nombreux cas, le rapport de transmission est inférieur à 1 parce que les moteurs tournent à de très grandes fréquences de rotation et développent un couple plutôt faible. Le réducteur a pour rôle d'adapter le couple et la fréquence. Par abus de langage, on nomme ce rapport rapport de réduction ; il se confond alors avec son inverse. Les fabricants de réducteurs donnent souvent la valeur de ce rapport sous la forme 1:d, où d représente la démultiplication.
{\displaystyle R={\frac {1}{d}}}
Lorsque le rapport est supérieur à 1, on parle de multiplicateur. C'est le cas dans une transmission de bicyclette, mais aussi sur les éoliennes, où la génératrice doit tourner environ 200 fois plus vite que le rotor.

## Origines des systèmes de transmission
Toute machine motrice a besoin, pour fonctionner, d'une transmission pour relier l'organe moteur à ceux qui doivent être mis en mouvement. Les premiers systèmes de transmission apparaissent ainsi en même temps que les premières machines motrices (charrette, charrue, moulin, etc.), ainsi qu'avec les premières machines destinées à compter le temps.

La galerie suivante illustre certains des plus anciens de ces systèmes.

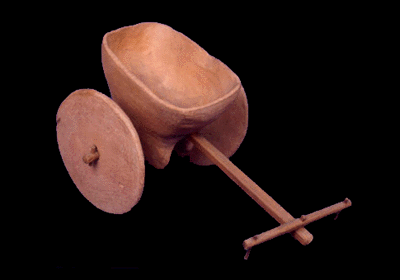
Transmission par tirant sur une charrette de la vallée de l'Indus (vers 3000 av. J.-C.).
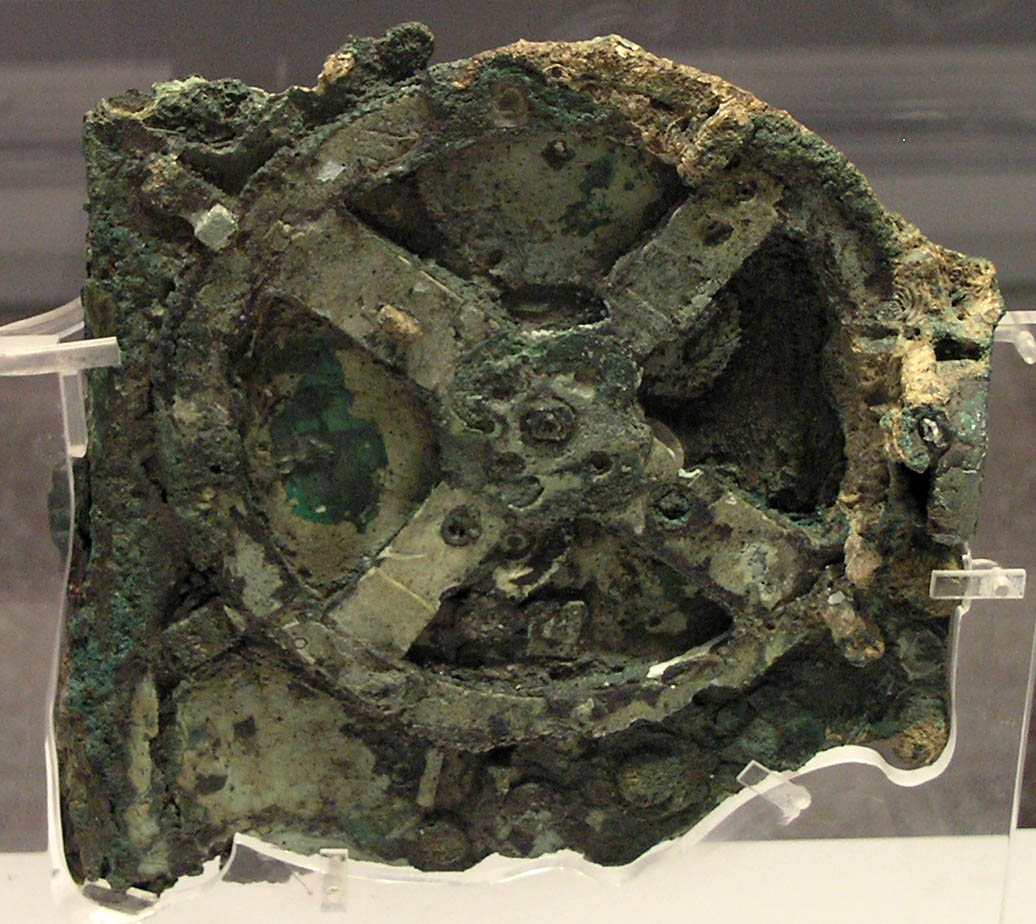
Machine à engrenages d'Anticythère (vers 90 avant J.-C.).
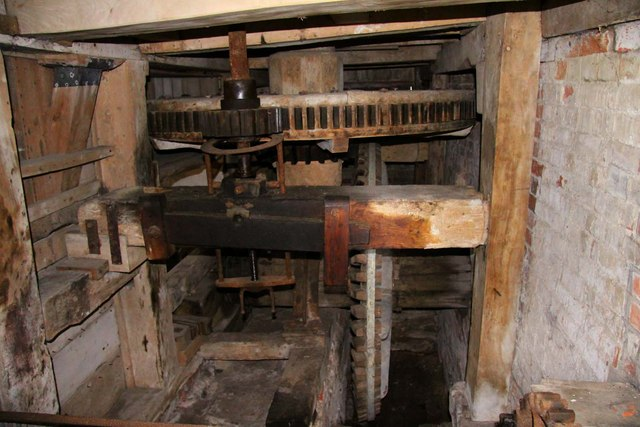
Engrenage en bois de moulin, dont le principe remonte au moins à 25 avant J.-C.
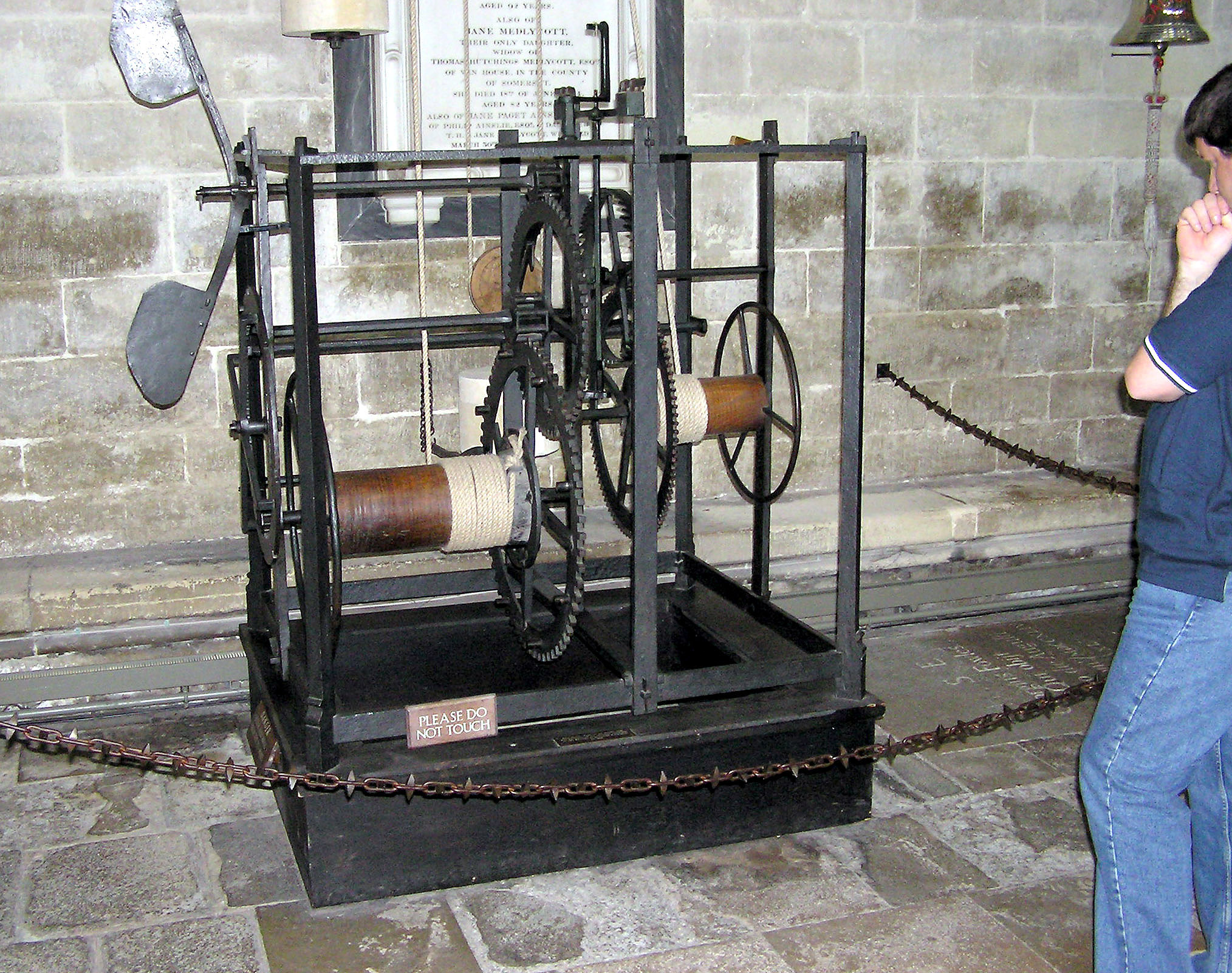
Mécanisme à engrenages de l'horloge de la cathédrale de Salisbury (1386).

## Systèmes de transmission dans la vie courante
Les systèmes de transmission sont très présents dans la vie courante. Ils sont notamment indispensables au fonctionnement des automobiles et des motos qui, lorsqu'ils sont dotés d'une boîte de vitesses, en ont d'ailleurs deux : la transmission primaire et la transmission secondaire.

Beaucoup d'autres objets du quotidien utilisent également différents types de transmission comme l'illustre la galerie suivante.

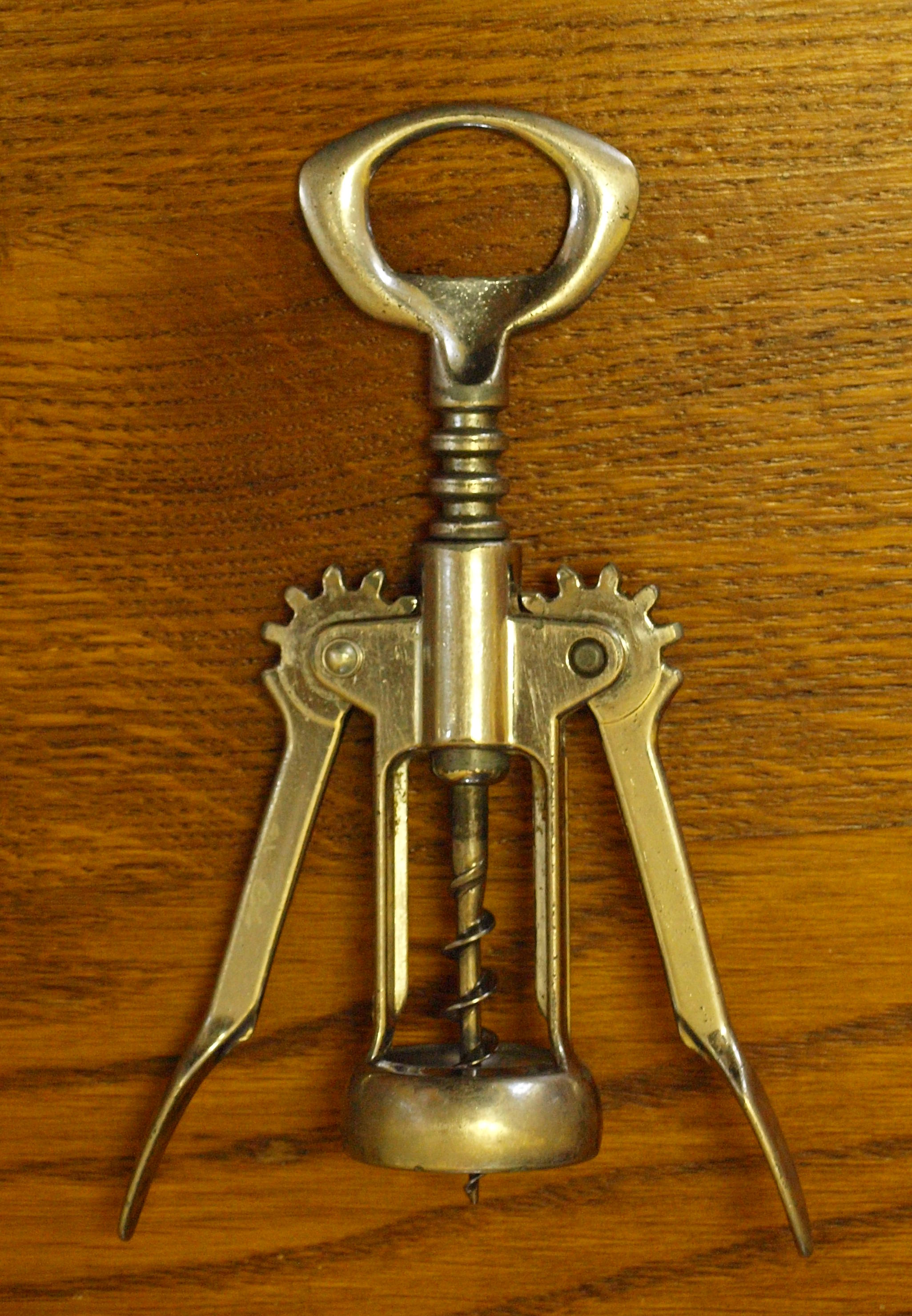
Tire-bouchon à crémaillère.
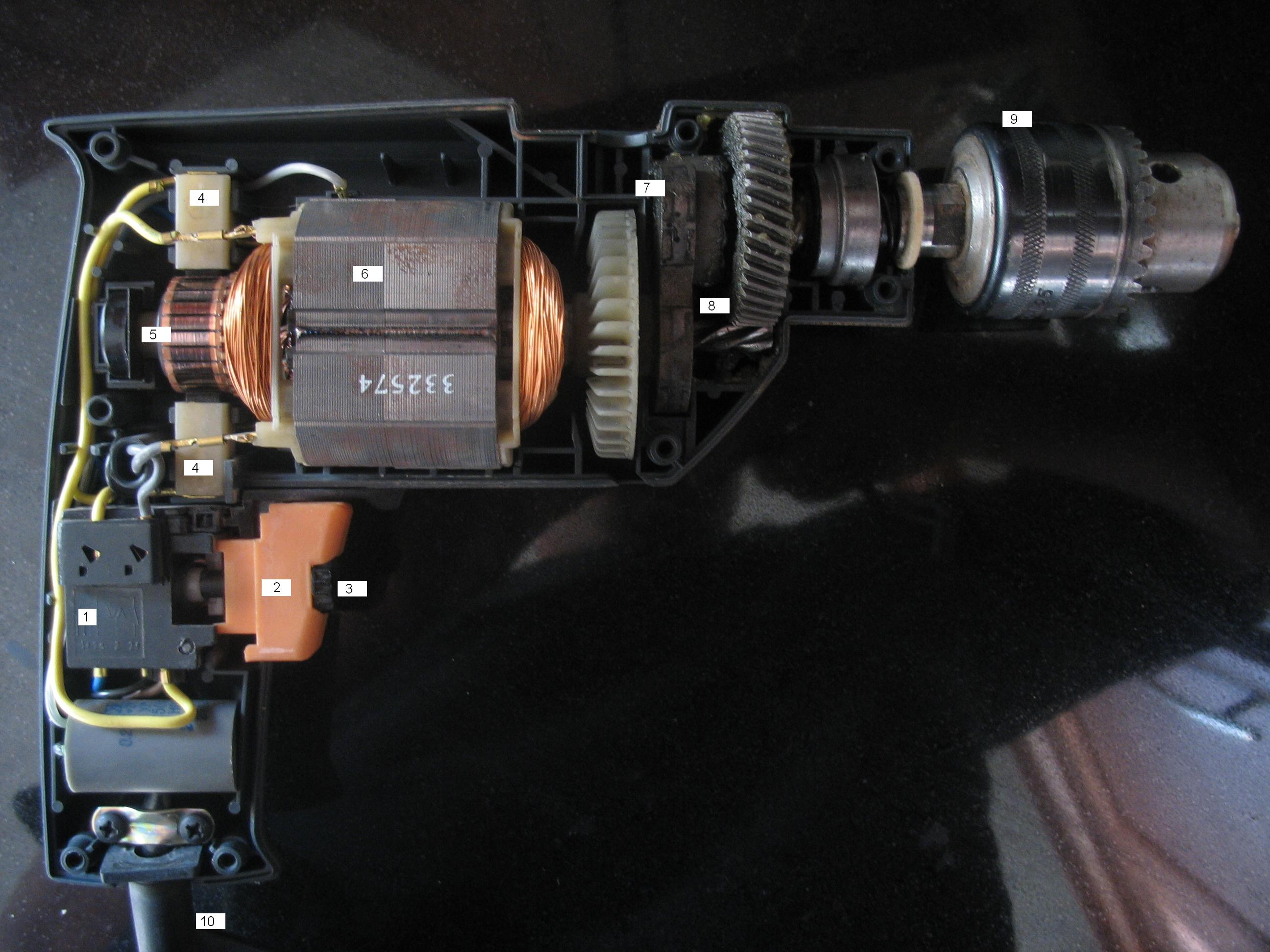
Perceuse avec engrenages.
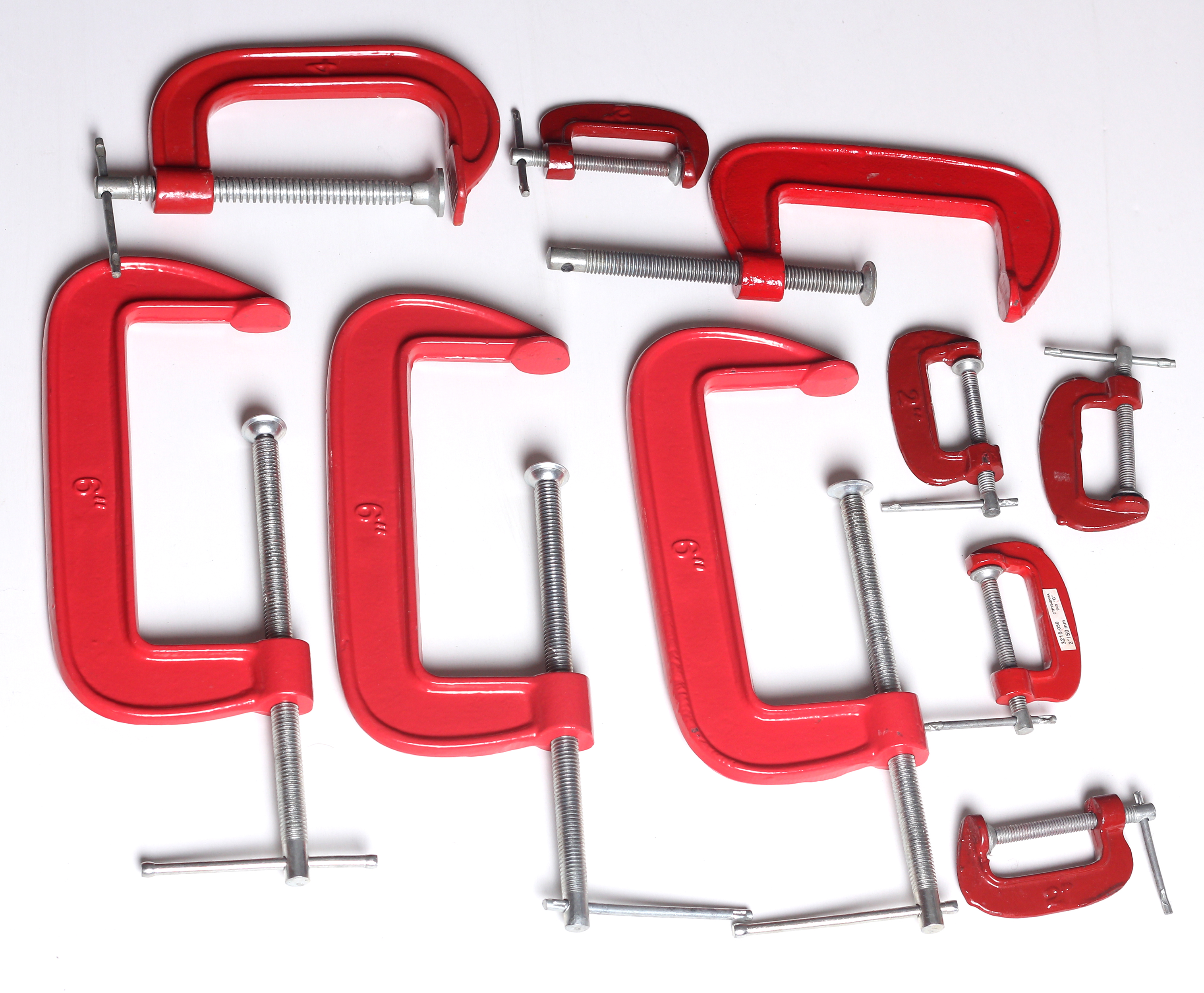
Serre-joints à transmission par vis et écrou.
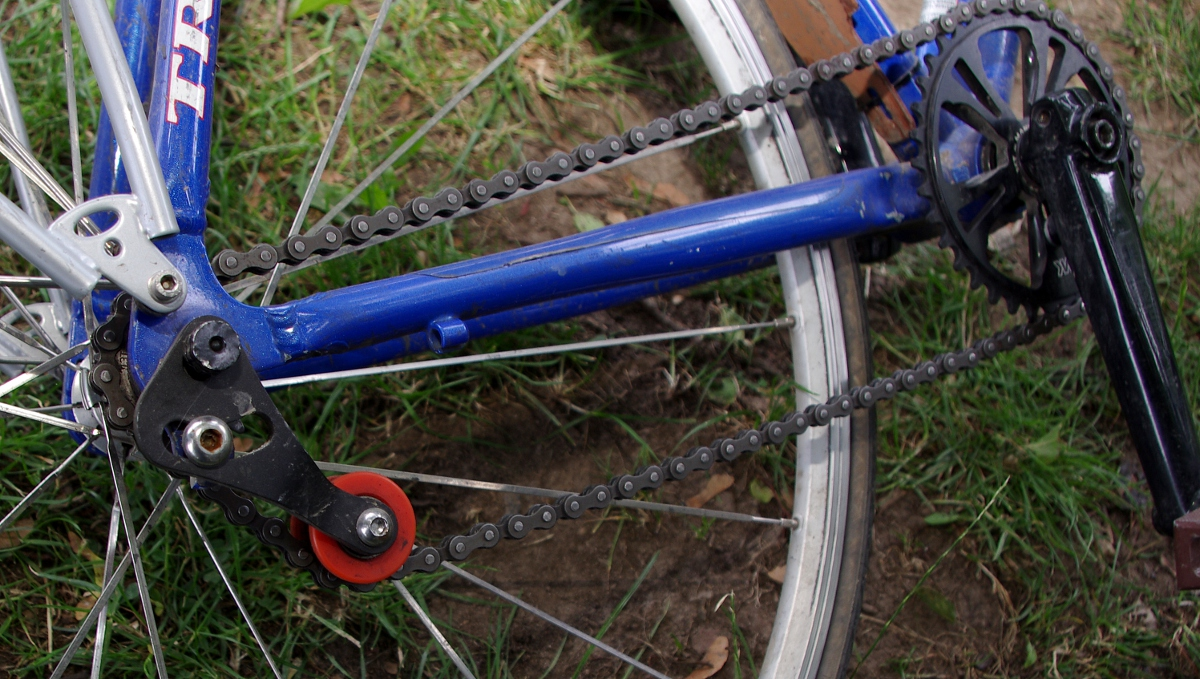
Chaîne et roues dentées sur un vélo.